# フックセット (ニューハンプシャー州)
フックセット （英: Hooksett）は、アメリカ合衆国ニューハンプシャー州メリマック郡の町である。2010年国勢調査では、人口13,451 人だった。州内最大の都市マンチェスター市と州都コンコード市の中間に位置している。良く知られた目印として、アメリカ合衆国国家歴史登録財に指定されたロビーのカントリーストアがあり、ニューハンプシャー予備選挙の時は大統領候補者がしばしば訪れている。
町の中心にあるビレッジは2010年国勢調査で人口4,147人であり、フックセット国勢調査指定地域として定義されている。メリマック川をわたす橋の近くに位置している。その他にサウスフックセット国勢調査指定地域もフックセット町の中にある。

## 歴史
フックセットは1822年に法人化された。最初に行われた国勢調査は1830年のものであり、人口880人だった。

## 地理
フックセットはニューハンプシャー州南中部、メリマック川沿いに位置している。州間高速道路93号線が北のホワイト山地からフックセットを経由して南のボストンを繋いでいる。フックセットの全域がメリマック川流域に入っている。
アメリカ合衆国国勢調査局に拠れば、町域全面積は37.5平方マイル (97 km2)であり、このうち陸地36.4平方マイル (94 km2)、水域は1.0平方マイル (2.6 km2)で水域率は2.71% である。町の中心のフックセット国勢調査指定地域として定義されている地域の全面積は5.1平方マイル (13 km2)であり、このうち陸地4.7平方マイル (12 km2)、水域は0.4平方マイル (1.0 km2)で水域率は7.80% である。
町内最高地点は標高902フィート (275 m) のクインビー山であり、西側境界近くにある。町の東側境界には隣接するカンディアにあるホール山に登る尾根があり、高さは900フィート (270 m) に達する。

## 人口動態

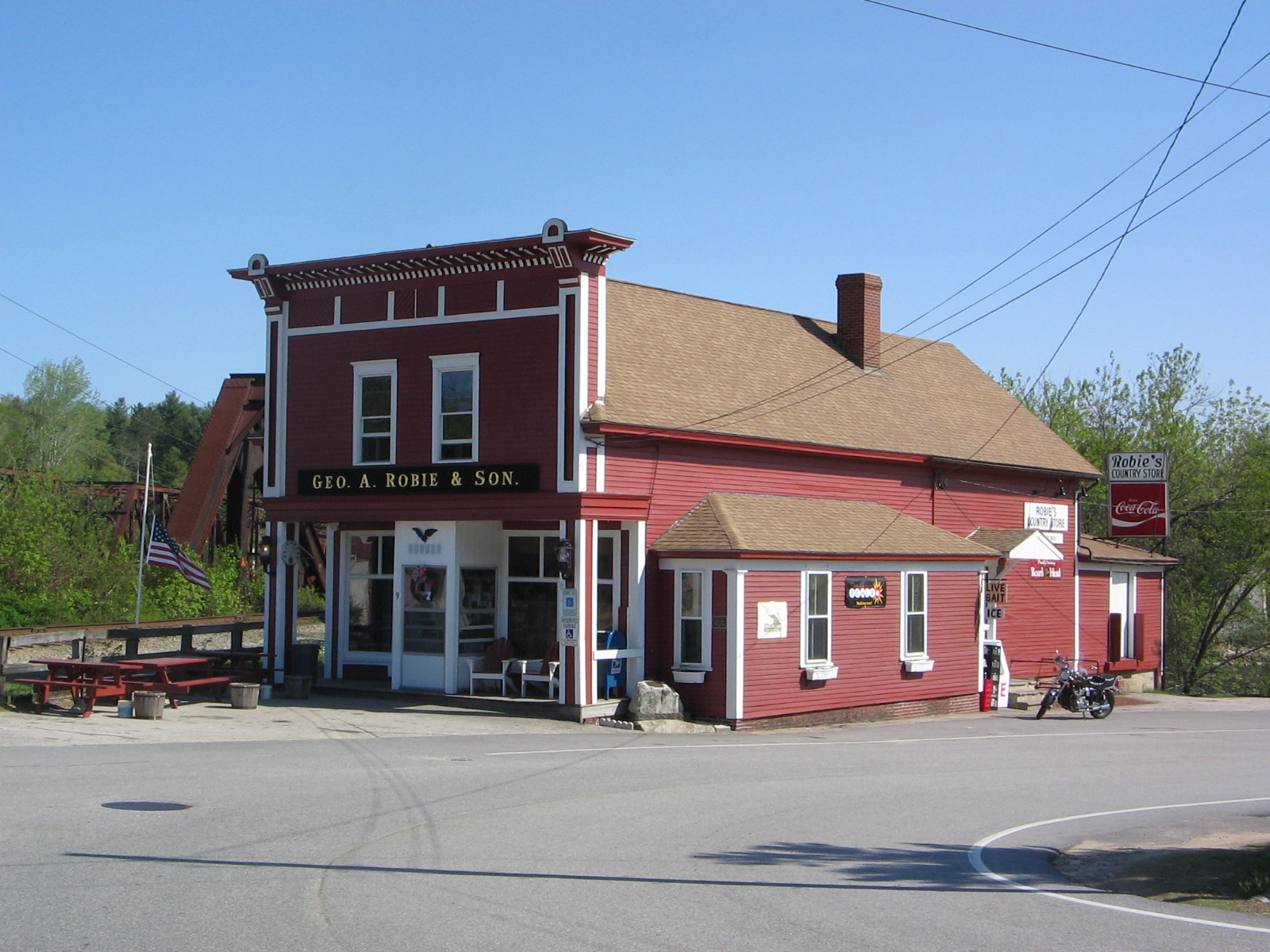
ロビーのカントリーストア、フックセット・ビレッジ内にある

以下は2000年の国勢調査による人口統計データである。
| 基礎データ - 人口: 11,721 人 - 世帯数: 4,147 世帯 - 家族数: 3,031 家族 - 人口密度: 124.9人/km2（323.6 人/mi2） - 住居数: 4,307 軒 - 住居密度: 45.9 軒/km2（118.9 軒/mi2） 人種別人口構成 - 白人: 96.45% - アフリカン・アメリカン: 0.68% - ネイティブ・アメリカン: 0.24% - アジア人: 1.66% - 太平洋諸島系: 0.03% - その他の人種: 0.20% - 混血: 0.74% - ヒスパニック・ラテン系: 1.45% | 年齢別人口構成 - 18歳未満: 24.3% - 18-24歳: 12.2% - 25-44歳: 32.1% - 45-64歳: 22.3% - 65歳以上: 9.1% - 年齢の中央値: 35歳 - 性比（女性100人あたり男性の人口） - 総人口: 99.9 - 18歳以上: 97.7 世帯と家族（対世帯数） - 18歳未満の子供がいる: 36.2% - 結婚・同居している夫婦: 60.6% - 未婚・離婚・死別女性が世帯主: 8.7% - 非家族世帯: 26.9% - 単身世帯: 19.6% - 65歳以上の老人1人暮らし: 6.7% - 平均構成人数 - 世帯: 2.63人 - 家族: 3.04人 | 収入と家計 - 収入の中央値 - 世帯: 61,491米ドル - 家族: 68,673米ドル - 性別 - 男性: 43,524米ドル - 女性: 31,341米ドル - 人口1人あたり収入: 24,629米ドル - 貧困線以下 - 対人口: 4.0% - 対家族数: 3.2% - 18歳未満: 6.0% - 65歳以上: 7.7% |

### 町の中心部（フックセット・ビレッジ）
以下は、フックセット・ビレッジ国勢調査指定地域の2000年の国勢調査による人口統計データである。
| 基礎データ - 人口: 3,609 人 - 世帯数: 1,484 世帯 - 家族数: 1,020 家族 - 人口密度: 294.6人/km2（762.7 人/mi2） - 住居数: 1,547 軒 - 住居密度: 126.3 軒/km2（326.9 軒/mi2） 人種別人口構成 - 白人: 96.34% - アフリカン・アメリカン: 0.75% - ネイティブ・アメリカン: 0.28% - アジア人: 1.58% - その他の人種: 0.28% - 混血: 0.78% - ヒスパニック・ラテン系: 1.50% | 年齢別人口構成 - 18歳未満: 25.1% - 18-24歳: 4.8% - 25-44歳: 34.9% - 45-64歳: 25.5% - 65歳以上: 9.7% - 年齢の中央値: 38歳 - 性比（女性100人あたり男性の人口） - 総人口: 91.5 - 18歳以上: 88.0 世帯と家族（対世帯数） - 18歳未満の子供がいる: 33.1% - 結婚・同居している夫婦: 52.0% - 未婚・離婚・死別女性が世帯主: 12.5% - 非家族世帯: 31.2% - 単身世帯: 24.1% - 65歳以上の老人1人暮らし: 5.9% - 平均構成人数 - 世帯: 2.43人 - 家族: 2.88人 | 収入と家計 - 収入の中央値 - 世帯: 51,422米ドル - 家族: 56,786米ドル - 性別 - 男性: 40,106米ドル - 女性: 35,139米ドル - 人口1人あたり収入: 23,933米ドル - 貧困線以下 - 対人口: 7.3% - 対家族数: 7.1% - 18歳未満: 14.7% - 65歳以上: 5.9% |